# I borghesi di Calais
I borghesi di Calais (in lingua francese Les Bourgeois de Calais) è un gruppo scultoreo di Auguste Rodin e rappresenta un'opera commemorativa di un episodio avvenuto nella guerra dei cent'anni, quando sei cittadini (Eustache de Saint Pierre, Jacques e Pierre de Wissant, Jean de Fiennes, Andrieus d'Andres e Jean d'Aire) si offrirono come ostaggi, già con il cappio al collo, all'esercito inglese in cambio della liberazione della città. In seguito, la regina consorte del re di Inghilterra Edoardo III, Filippa di Hainaut, impressionata da tale gesto, decise la loro liberazione.
Questi personaggi sono ritratti nel momento in cui lasciano la città e vanno incontro alla morte. Opera molto intensa e teatrale venne commissionata dai cittadini stessi. L'artista mette in evidenza il dramma e l'eroismo dei soggetti. La sua richiesta era collocarli nella piazza, davanti al municipio; gli venne in seguito imposto di aggiungere un piccolo basamento alle statue.

## Storia
A partire dal diciannovesimo secolo, vari progetti iniziati o sostenuti dal comune calesiano furono dedicati all'inaugurazione di un monumento in onore di questo episodio dell'assedio di Calais, visto come patriottico. Così si cercava di legittimare un paradigma fondamentale del pensiero sulla nazione: la distinzione tra la piccola patria (il patriottismo locale) e la grande patria (il patriottismo nazionale). Il 24 settembre del 1884, Omer Dewavrin, il sindaco di Calais, volle ricordare la consegna delle chiavi della città agli inglesi durante la guerra dei cent'anni, in un gesto di forte prestigio, che ricordava un passato storico illustre.
Egli propose al consiglio municipale un monumento che ritraesse i sei borghesi, un simbolo dell'abnegazione universale, lanciando una sottoscrizione nazionale che cercava di conciliare la piccola patria e quella grande. Lo scultore Rodin, dalla notorietà crescente, venne raccomandato al sindaco di Calais Dewavrin da P. A. Isaac, un oriundo calesiano trasferitosi a Parigi. Dopo essere stato scelto, Rodin presentò nel novembre del 1884 al comitato d'erezione calesiano, che gestiva il progetto, un bozzetto in gesso dei sei borghesi. Il suo secondo bozzetto non venne accolto bene, e i membri del comitato lo criticarono per aver dato un'immagine uniforme della sofferenza, dello scoraggiamento e della debolezza e per aver rappresentato dei criminali condannati al supplizio piuttosto che dei martiri che compiono il sacrificio con dignità.

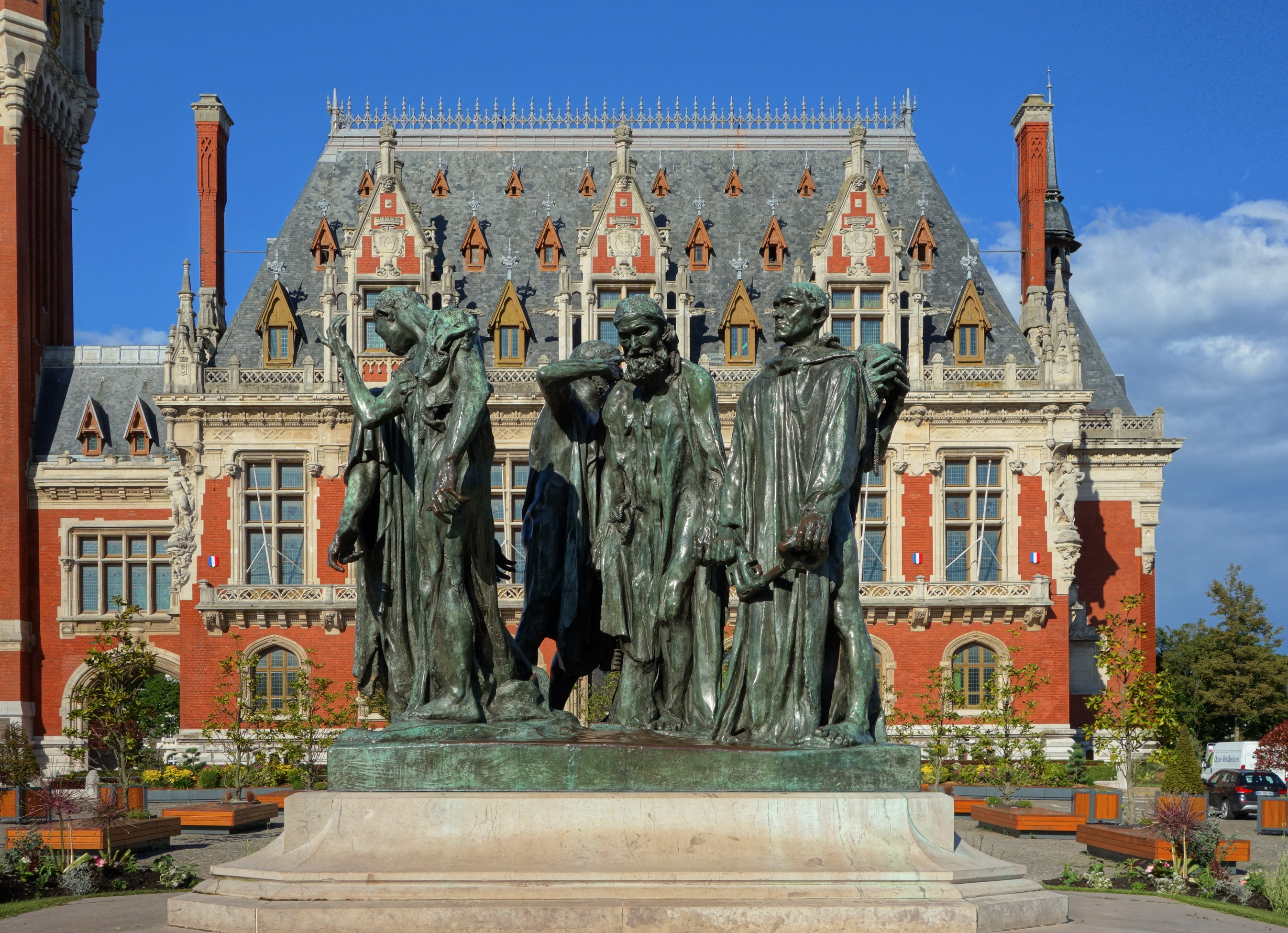
Il gruppo in bronzo dinnanzi al municipio di Calais.

Il gesso originale del primo monumento d'importanza nazionale di Rodin venne finito nel 1889 e venne esposto per la prima volta in occasione della mostra di Monet e Rodin nella galleria parigina di Georges Petit che aprì il 21 giugno del 1889. La fusione venne posticipata a causa di problemi finanziari, e il sindaco tenace Dewavrin ottenne dal prefetto del Passo di Calais l'autorizzazione ad una lotteria in favore dell'opera nel 1894. L'inaugurazione del monumento a Calais, che ebbe luogo il 3 giugno del 1895, suscitò comunque delle polemiche: Rodin aveva preso delle libertà dai criteri imposti dal comitato d'erezione, e aveva imposto i suoi pregiudizi approfittando delle circostanze favorevoli (la banca Sagot dove furono depositati i 6950 franchi della sottoscrizione e della partecipazione del comune per l'erezione della statua era fallita nel 1886, il che portò alla dispersione dei membri del comitato). La sua scena rappresentata in una forma cubica di un'umanità sofferente va contro l'idea eroica di un monumento di forma piramidale (più grandiosa) destinato a valorizzare l'esemplarità dei grandi uomini, ma le critiche contrastanti che il gruppo scultoreo suscitava a livello locale lasciarono via via il posto a un'appropriazione consensuale.
Tra il 1895 e il 1985 furono fusi undici esemplari in bronzo. Un'ultima fusione legale venne effettuata nel 1995 per l'esemplare di Seul.

## Descrizione

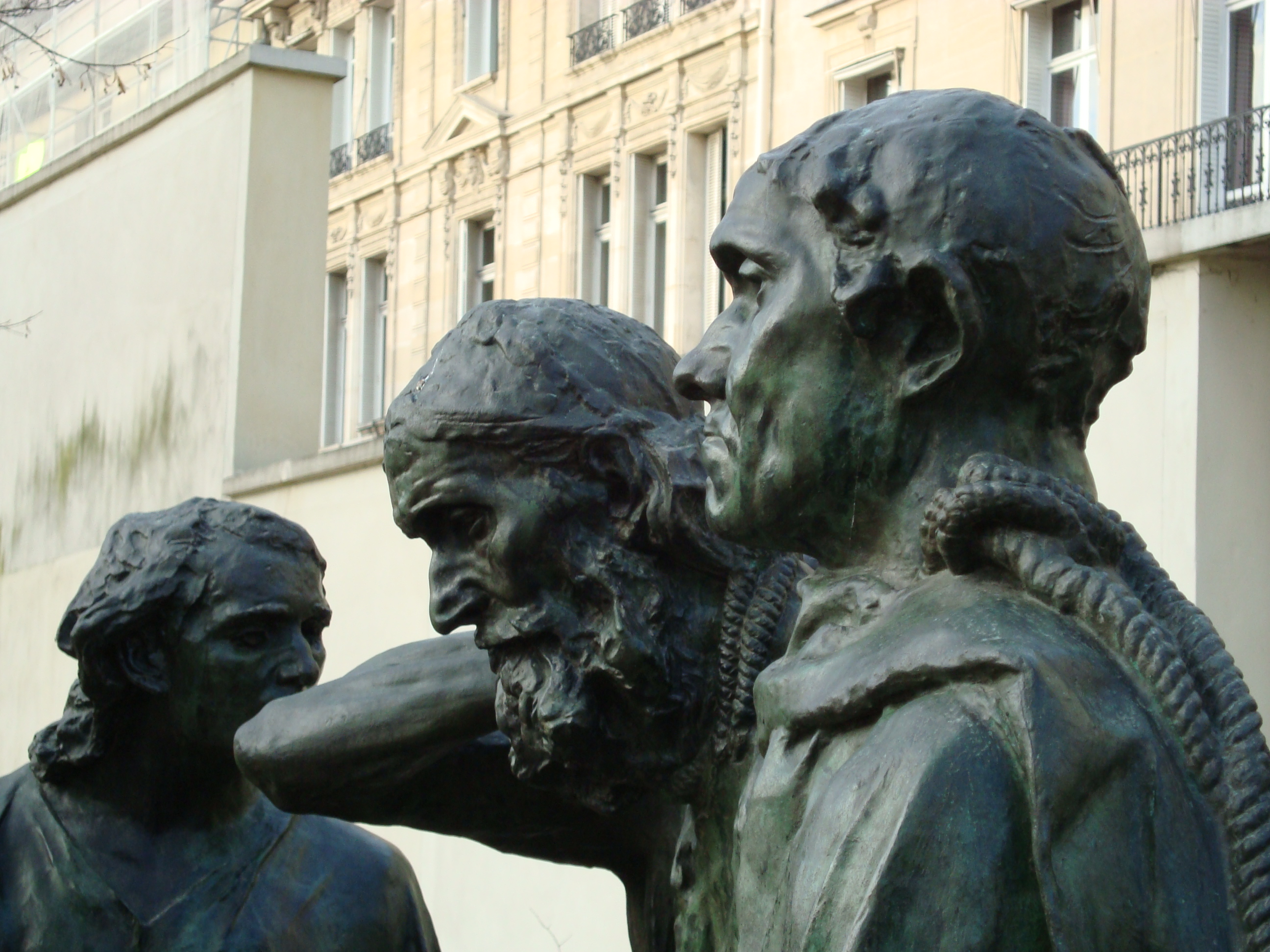
Un dettaglio di Jean de Fiennes, Eustache de Saint Pierre e Jean d'Aire.

Rodin ritrae, su uno zoccolo rettangolare di altezza media (l'unica concessione dello scultore al comitato d'erezione che voleva un piedistallo trionfale), i sei personaggi gli uni accanto agli altri, a piedi nudi, con la camicia (come una tunica da martire) e il cappio al collo. Il gruppo scultoreo in bronzo pesa 1814 chili. Lo scultore ha optato per una struttura cubica, e non piramidale (come è d'uopo per i monumenti funebri), e organizza le sue figure in una "lenta processione verso la morte", in una spirale.
Il gruppo scultoreo cerca, attraverso i gesti dei corpi e le espressioni dei volti, di rendere gli stati emotivi e psicologici di ciascuno dei protagonisti, offrendo una visione patetica e umana di novità assoluta: Eustache de Saint Pierre viene ritratto come un vecchio nobile con la barba e i baffi, che porta su di sé tutta la sofferenza degli uomini; Jacques de Wissant, curvo, avanza con risolutezza, cercando di scacciare dai suoi occhi l'immagine di un incubo; Pierre de Wissant, con il corpo e il volto ancora rivolti all'indietro, fa il primo passo verso il sacrificio e alza il braccio, proclamando tutta la vanità del mondo; Andrieu d'Andres, con la testa tra le mani, sembra nel pieno della disperazione; Jean d'Aire, aspro e fiero, a testa alta e con le mani giunte che stringono le chiavi della città, sfida la morte in uno sforzo supremo di volontà; Jean de Fiennes, il più giovane, con le braccia aperte, sembra trasfigurato dalla cosapevolezza del sacrificio compiuto.